# 神子安泉
神子安 泉（かみこやす いずみ、1961年 - ）は、日本の競馬研究家。
本名は泉卓男（いずみたかお）。

## 人物・来歴
1961年、東京都生まれ。学生時代に柔道や空手を習った。中央大学法学部卒。いわゆる裏読み派（オペレーション解読派）の中の「競馬番組表理論研究家」に属している。
中学時代よりテンポイントに魅せられる。ギャンブルには興味が無かったが、1997年に友人より薦められた片岡勁太の著書を読んで感銘し、以後研究を重ねる。
自身の著書、『JRAのマル秘（シークレット）を暴け!』で、草稿時点で本人がつけた題名は「重症患者の隔離病棟」であった。

## 著書
- 『JRAのマル秘（シークレット）を暴け!』（メタモル出版、2008年、ISBN 978-4895956291）
- 『JRAマル秘（シークレット）馬券の当て方』（メタモル出版、2010年、ISBN 978-4895957656）